# Mœuvres British Cemetery
Le cimetière « Mœuvres British Cemetery » est un cimetière militaire  de la Première Guerre mondiale situé sur le territoire de la commune de Mœuvres, Nord. 

## Localisation
Ce cimetière est situé à la sortie sud du village, rue de la Râperie. On accède par en sentier gazonné de 300 mètres environ.

## Historique
Occupé dès la fin août 1914 par les troupes allemandes, Mœuvres est resté loin du front jusqu'à la bataille de Cambrai du 20 novembre au 7 décembre 1917. Malgré trois jours d'attaques de 36e division britanniques, le village est resté aux mains des Allemands. Ce n'est qu'à partir du 11 septembre 1918 que Moeuvres fut le théâtre de violents combats avant d'être définitivement pris dans les jours suivants par les troupes britanniques. Ce cimetière a été créé fin septembre 1918 pour inhumer les soldats britanniques tombés lors de la prise du village.

## Caractéristique
Ce cimetière comporte maintenant 107 sépultures et commémorations du Commonwealth de la Première Guerre mondiale dont 13 ne sont pas identifiées, pour la plupart tombés le 27 septembre 1918. Il y a également quatre tombes allemandes. Le cimetière a été conçu par G. Goldsmith.

## Sépultures
| Pays        | Sépultures |
| ----------- | ---------- |
| Royaume-Uni | 106        |
| Canada      | 1          |
| Allemagne   | 4          |
| Total       | 111        |

### Liens Externes
http://www.inmemories.com/Cemeteries/moeuvresbrit.htm